# Route nationale 768
Die Route nationale 768, kurz N 768 oder RN 768, war eine französische Nationalstraße, die von 1933 bis 1973 zwischen einer Kreuzung mit der ehemaligen Nationalstraße 162 bei Montreuil-Juigné und Le Mans verlief. Ihre Länge betrug 93,5 Kilometer.